# Bob Tway
Bob Tway, född 4 maj 1959 i Oklahoma City i Oklahoma, är en amerikansk golfspelare.
Tway kom i kontakt med golfen för första gången då han var fem år och följde sin far och farfar under en golfrunda. Han spelade sin första tävling då han var sju år gammal. Han blev professionell 1981 och blev medlem på den amerikanska PGA-touren 1985 där han i november 2005 hade vunnit åtta tävlingar.
Han vann majortävlingen PGA Championship på Inverness Club i Toledo i Ohio. Han gick de fyra rundorna på 276 slag och vann med två slag över Greg Norman. Samma år slutade han tvåa i penningligan på PGA-touren.

## Meriter

### Majorsegrar
- 1986 PGA Championship

### PGA-segrar
- 1986 Shearson Lehman Brothers Andy Williams Open,  Manufacturers Hanover Westchester Classic,  Georgia-Pacific Atlanta Golf Classic
- 1989 Memorial Tournament
- 1990 Las Vegas Invitational
- 1995 MCI Classic
- 2003 Bell Canadian Open

### Övriga segrar
- 1980 World Amateur Team Championship
- 1986 Nissan Cup
- 1991 Asahi Glass Four Tours
- 2004 WGC-World Cup

### Utmärkelser
- 1986 PGA of America Player of the Year